# 庚齐啶
庚齐啶，分子式C21H25NO，是一种三环类抗抑郁药（TCA），但从未上市。